# Томузловский сельсовет
Томузло́вский сельсове́т — упразднённое сельское поселение в составе Будённовского района Ставропольского края России.

## География
Находится в юго-западной части Будённовского района.

## История
С 16 марта 2020 года, в соответствии с Законом Ставропольского края от 31 января 2020 г. № 5-кз, все муниципальные образования Будённовского муниципального района были преобразованы путём их объединения в единое муниципальное образование Будённовский муниципальный округ.

## Население
| 1989  | 2002  | 2010  | 2011  | 2012  | 2013  | 2014  |
| ----- | ----- | ----- | ----- | ----- | ----- | ----- |
| 2282  | ↗2465 | ↘2361 | →2361 | ↘2353 | ↘2344 | ↘2321 |
| 2015  | 2016  | 2017  | 2018  | 2019  | 2020  |       |
| ↗2349 | ↗2363 | ↘2334 | ↘2303 | ↗2313 | ↗2321 |       |

### Национальный состав
По итогам переписи населения 2010 года проживали следующие национальности (национальности менее 1 %, см. в сноске к строке «Другие»):
| Национальность | Численность | Процент |
| -------------- | ----------- | ------- |
| Русские        | 2038        | 86,32   |
| Даргинцы       | 225         | 9,53    |
| Корейцы        | 25          | 1,06    |
| Другие         | 73          | 3,09    |
| Итого          | 2361        | 100,00  |

## Состав поселения
- Правобережный (посёлок) — 600[16]
- Томузловское (село, административный центр) — 1888[17]

## Местное самоуправление
- Совет депутатов сельского поселения Томузловский сельсовет, состоит из 10 депутатов, избираемых на муниципальных выборах по одномандатным избирательным округам сроком на 5 лет
- Администрация сельского поселения Томузловский сельсовет

Председатели совета депутатов
- Максимов Георгий Васильевич

Главы поселения
- с 2001 года — Курилов Анатолий Иванович
- Степанишин Пётр Андреевич[18]

## Инфраструктура
- Центр культуры, досуга и спорта

## Учебные заведения
- Детский сад № 28 «Аистёнок» (на 95 мест)
- Средняя общеобразовательная школа № 16 (на 367 мест)

## Экономика
Основным бюджетообразующим является сельхозпредприятие — СПК колхоз «Нива».

## Русская православная церковь
- Церковь усекновения главы Иоанна Предтечи[19]

## Памятники
- Памятник воинам-землякам, погибшим в годы гражданской и Великой отечественной войн. 1975 год[20]